# Satisfaction (serie televisiva 2014)
Satisfaction è una serie televisiva statunitense di genere drammatico, creata da Sean Jablonski. È stata trasmessa in anteprima negli Stati Uniti dal 17 luglio 2014 al 18 settembre 2015 sul canale USA Network. 
Il 26 febbraio 2016, USA Network ha cancellato la serie dopo due stagioni. 
In Italia, la serie è andata in onda sul canale a pagamento Premium Stories dall'11 settembre 2015, mentre in chiaro viene trasmessa dall'8 marzo 2017 su Italia 1 e viene replicata dal 7 luglio 2017 in seconda serata su La5.

## Trama
Neil Truman e sua moglie Grace sono una agiata coppia sposata  statunitense, che affrontano i loro problemi di relazione e di vita quotidiani, quando Neil scopre che la moglie intrattiene rapporti sessuali con un escort. Neil decide quindi di diventare lui stesso un escort, all'insaputa di sua moglie, rubando il telefono dello stesso. Le nuove esperienze di Neil derivanti da questa scelta lo incoraggiano e lo porteranno a provare a riaccendere il suo matrimonio e la sua vita lavorativa.

## Episodi
| Stagione         | Episodi | Prima TV USA | Prima TV Italia |
| ---------------- | ------- | ------------ | --------------- |
| Prima stagione   | 10      | 2014         | 2015            |
| Seconda stagione | 10      | 2015         | 2016            |